# Between Showers
Between Showers (Todo por un paraguas) es una película estadounidense con dirección de Henry Lehrman y actuación de Charles Chaplin. Fue estrenada el 28 de febrero de 1914.   

## Reparto
- Charles Chaplin: El galán
- Ford Sterling: Un ratero
- Chester Conklin: Un policía
- Emma Clifton: Joven ingenua

## Sinopsis
Un paraguas es sustraído a una joven ingenua. Charlot ayuda a recobrarlo y quiere ser recompensado por su tarea, pero no recibirá más que la advertencia de un policía.

## Crítica
Chaplin ya ha encontrado el vestuario de Charlot (sin el bastón), pero el personaje todavía no tiene los trucos. Su actuación es mucho menos precipitada que la de sus compañeros (en especial la de Sterling). Hay pocos gags, y el personaje no está totalmente delineado. Charlot se divierte a expensas de los otros, pero no recibirá la recompensa que esperaba. Abundan las volteretas y las persecuiones. 
Es la última película en que Lehrman dirigirá a Chaplín. Fue filmada en pocas horas en exterior cercano al estudio.